# Spirama spiralis
Spirama spiralis là một loài bướm đêm trong họ Erebidae.